# حزب التحریر
حزب‌التحریر حزب اسلامگرای جهانی است که در سال ۱۹۵۳ م در بیت‌المقدس توسط روحانی و مجتهد فلسطینی تقی‌الدین النبهانی تأسیس شده است. دلیل تاسیس این حزب سقوط دولت خلافت و تأسیس اسرائیل گفته شده است. بر اساس آنچه در وبسایت رسمی این حزب آمده است، این حزب دیدگاه‌های بنیادگرایانه و اساسی از اسلام دارد و بسیار شبیه به دوران اولیه اسلام( اصحاب و تابعین) است. هدف اصلی آنان تأسیس خلافت اسلامی است از طریق طلب نصرة  است. این گروه اسلامی تمام امور مربوط به غیر اسلام، اعم از پوشش و کردار و عضویت در گروه‌های سیاسی به شمول دولت‌های دموکراتیک و انتخابات آن را و... را حرام می دانند.
حزب‌التحریر به معنی گروه آزادی‌بخش می‌باشد که از مصدر "حریت یا تحریر" عربی گرفته شده است و به معنی گروهی می‌باشد که تلاش دارد تا مسلمانان را از قید و بند نظام‌ها، افکار، مفاهیم و احساسات غیر اسلامی نجات دهد. هدف این حزب تأسیس نظام سیاسی اسلام (دولت خلافت) و تلاش برای وحدت فکری، سیاسی و جغرافیایی در میان مسلمانان جهان عنوان شده است. این حزب مراحل فعالیت خویش را به سه مرحله تقسیم بندی کرده است که شامل تثقیف، تفاعل و طلب النصره می‌باشد. هدف از مرحله تثقیف این است که حزب باید شعور و آگاهی اسلامی را در بین مسلمان ترویج کند و آن را از طریق برگذاری حلقات درسی، و فعالیت‌های دیگری به طور دسته جمعی به پیش می برد؛ در مرحله تفاعل حزب تلاش می‌کند که از طریق مفکوره‌های اسلامی مفکوره‌های غیر اسلامی را از بین امت به روش بحث با مردم به طور مستقیم و غیر مستقیم دور کند و برای امت اسلامی شخصیت اسلامی را ایجاد نماید. در مرحله سوم که طلب النصره است خواهان گرفتن قدرت از طریق جلب حمایت متنفذین مسلمان است؛ چیزی که پیامبر اسلام در پیمان اول و دوم عقبه آن را انجام داد. 
این سازمان خود را در پی خلافت می‌داند و دولت-ملت، جمهوریت، دموکراسی، ملی‌گرایی و روش‌های دموکراتیک رسیدن به قدرت را رد نموده خلاف اسلام و فریب امت اسلامی می‌خواند. برخی کشورها این سازمان را تروریستی دانسته و در برخی کشورها فعالیت آن به دلیل اتهام دست داشتن در خشونت ممنوع است. این درحالیست که فعالیت‌های تروریستی و خشونت‌آمیز توسط این گروه به اثبات نرسیده‌است و در طریقه کار آن فعالیت مسلحانه وجود ندارد.
طریقه حزب‌التحریر برای برپایی خلافت مبتنی بر روش دموکراتیک و مدنی، روش مادی همچون فعالیت‌های نظامی، مسلحانه و خشونت‌آمیز استوار نمی‌باشد. بلکه اساس کار و فعالیت حزب‌التحریر را مبارزه فکری و سیاسی برای برپایی خلافت تشکیل می‌دهد. حزب‌التحریر خلافت خودخوانده‌ی داعش و رابطه با این گروه را ردّ می‌کند. آن‌ها باور دارند چون حزب‌التحریر در سال 1953 تاسیس شده و داعش در سال 2014 به میان آمده است، بر آن‌ها مقدم‌اند و قیاس آن نادرست می‌باشد. 
حزب‌التحریر از سال 2003 به این سو، فعالیت‌هایش را در افغانستان گسترش داده و در اکثریت ولایات افغانستان فعالیت دارد. تعداد این گروه در افغانستان هزاران نفر تخمین زده می‌شود. تا جایی‌که مشاهده شده است تمامی فعالیت‌های حزب در افغانستان فکری و سیاسی بوده و دست به اعمال مادی و نظامی نزده است. طالبان چند تن از اعضای این حزب را در افغانستان دستگیر کرده و جرم آن‌ها را دعوت به تشکیل خلافت اسلامی عنوان کرده است. 
این حزب تمام برنامه‌های خویش را با تکیه و استنباط از قرآن و سنت رسول الله صلی الله علیه و سلم به پیش برده و برای فعالیت‌های خویش دلایل مقنع و لازم را استنباط کرده است. حزب التحریر برای دولت آینده خلافت قانون اساسی( دستور) را مدون کرده و برای تشریح مواد و دلایل شرعی آن کتاب بنام مقدمه الدستور را نیز نوشته است.  

## گسترش فعالیت‌ها

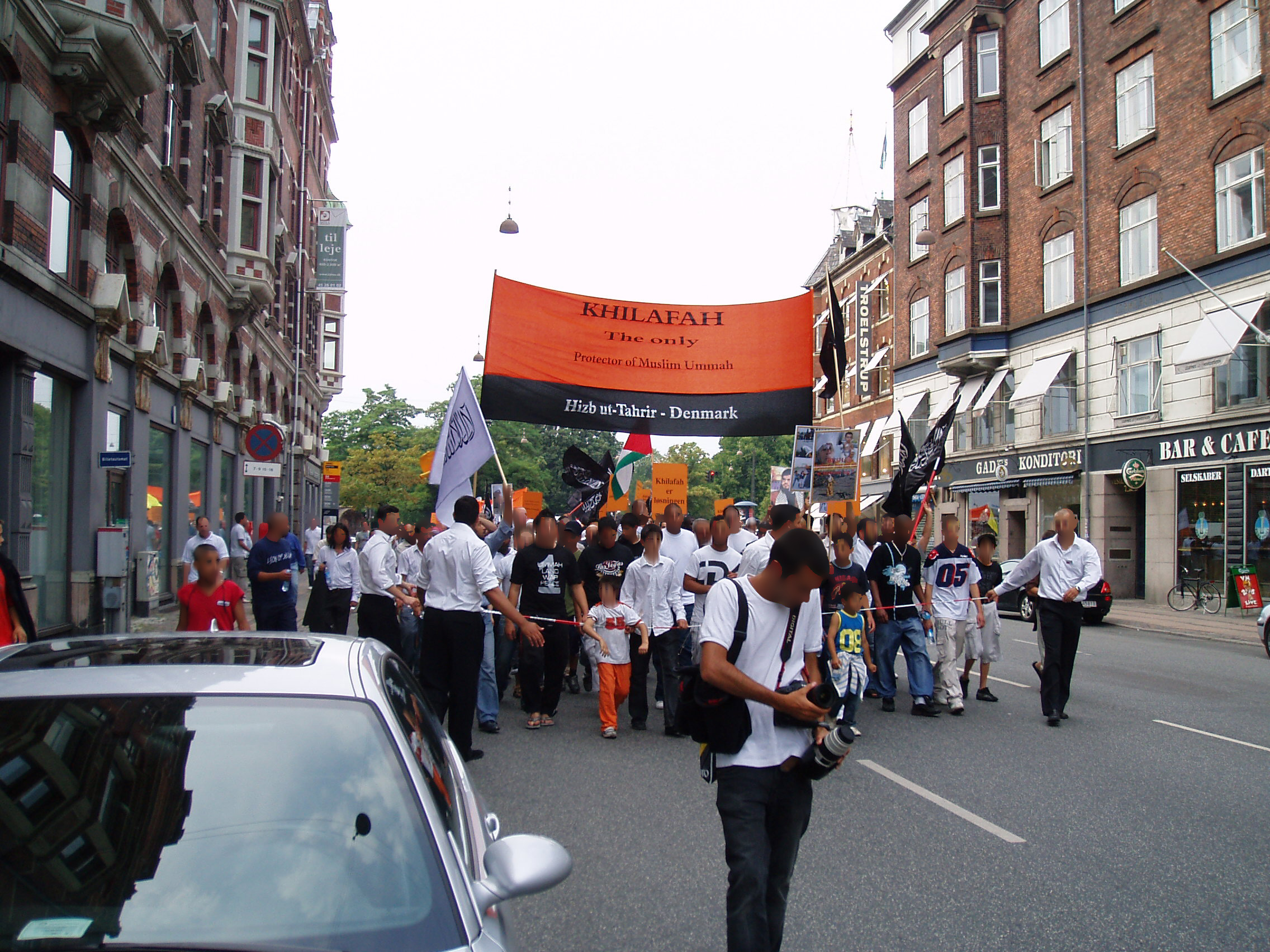
تظاهرات اعضا حزب‌التحریر

این حزب در سال ۱۹۵۳ توسط شیخ تقی الدین النبهانی یک قاضی و عالم دینی که از دانشگاه الازهر مصر فارغ گردیده بود در  سرزمین مبارک فلسطین تأسیس شد. از آن زمان تا کنون حزب فعالیتش را در بیش از پنجاه کشور گسترش داده‌است و گفته می‌شود که بیش از یک میلیون عضوی فعال دارد. حزب علاوه بر کشورهای اسلامی و عربی، در اکثر کشورهای اروپایی و آمریکایی برای حفظ هویت اسلامی مسلمانان آن سرزمین‌هل نیز فعال است؛ ولی تنها خواهان ایجاد خلافت در سرزمین‌های اسلامی است نه اروپا و آمریکا.
به‌صورت مختصر اهداف حزب قرار ذیل گفته شده است:
تأسیس نظام سیاسی اسلام (دولت خلافت)
1. تلاش برای وحدت فکری، سیاسی و جغرافیایی در میان مسلمانان
2. اعاده عزت و شوکت گذشته‌ی مسلمانان
3. کشیدن مسلمانان از حالت عقب‌ماندگی و انحطاط فکری و سیاسی
4. هموار نمودن زمینه هدایت بشر از طریق تطبیق، دعوت و حمل اسلام

این حزب با سازمان های اسلامی رابطه خوبی دارد و هیچ گاهی بر علیه آنها موقف جدی نمی گیرد. حزب التحریر به این باور است که با آمدن خلافت اسلامی این اختلافات حل خواهد شد و پرداختن به آن انرژی و توان امت را تضعیف می کند. 